# 都城酒造
株式会社都城酒造（みやこのじょうしゅぞう）は、宮崎県都城市に本社及び工場を置く、日本の酒造メーカー。

## 概要
主に焼酎・リキュールの製造販売、レストランや水耕栽培野菜の生産販売、食品販売フランチャイズの運営などを行っている。

## 沿革[1]
- 1879年（明治12年） - 都城市上町にて食料品及び肥料店開設。
- 1916年（大正5年） - 同地にて酒類小売店開設。
- 1947年（昭和22年） - 酒類卸免許を取得。
- 1950年（昭和25年） - 酒類卸を廃業し肥料卸一本とする。
- 1956年（昭和31年） - 村山酒造場を買収し都城酒造有限会社を設立。
- 1959年（昭和34年） - 村岡酒造買収後合併。
- 1970年（昭和45年） - 都城市志比田町に新工場落成。
- 1991年（平成3年） - 都城市乙房町に移転新工場落成。
- 1998年（平成10年） - 福岡営業所開設。
- 2002年（平成14年） - 物流センター新設。
- 2005年（平成17年） - 有限会社エムエスシステム設立。
- 2006年（平成18年） - 都城酒造有限会社を 株式会社都城酒造に商号変更。
- 2007年（平成19年） - 株式会社エムエスバイオ設立。
- 2008年（平成20年） - 本社敷地内にM’sガーデンオープン。
- 2010年（平成22年）
  - 有限会社エムエスシステムを株式会社エムエスシステムに商号変更。
  - 株式会社ゴールデンスプーン九州設立。
- 2012年（平成24年）
  - 5月17日－株式会社エムエスホールディングス設立。関連会社のグループ法人化を行う。
  - 同年、株式会社ゴールデンスプーン九州を 株式会社エムエスフードサービスに商号を変更。
- 2015年（平成27年）10月1日 - 株式会社エムエスホールディングスを株式会社都城酒造HDに社名変更。都城酒造HD・Miyazakiキャンパス開設。

## 生産拠点
- 本社工場（宮崎県都城市乙房町2887番地1）

## 営業所
- 福岡営業所 - 1998年（平成10年）開設

## 関連会社[2]
- 都城酒造HD
- 都城酒造：焼酎の製造・販売、エムズガーデン運営
- エムエスシステム：通信事業、SoftBank取り扱い、フランチャイズ外食産業
- エムエスフードサービス：フランチャイズ外食事業
- エムエスバイオ：水耕栽培野菜「緑のソムリエ」生産販売